# Jaume Ferrer Bassa

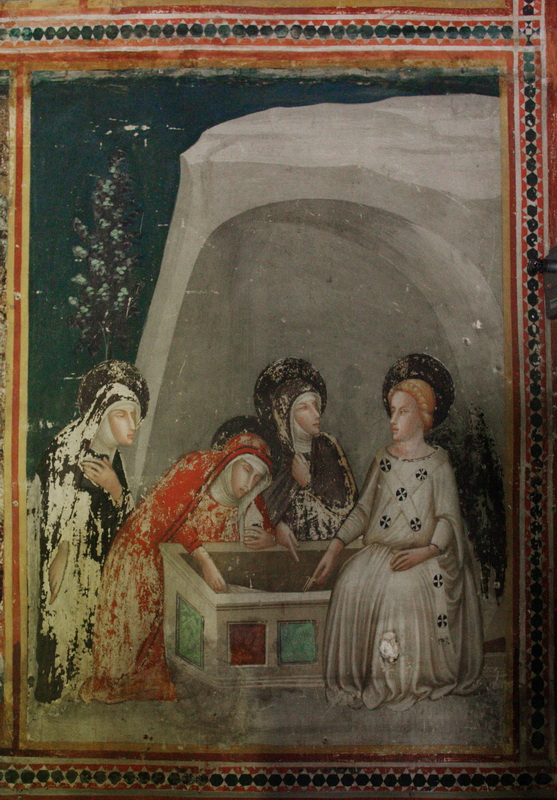
Tres mujeres en la tumba, Mosteiro de Pedralbes, Barcelona.

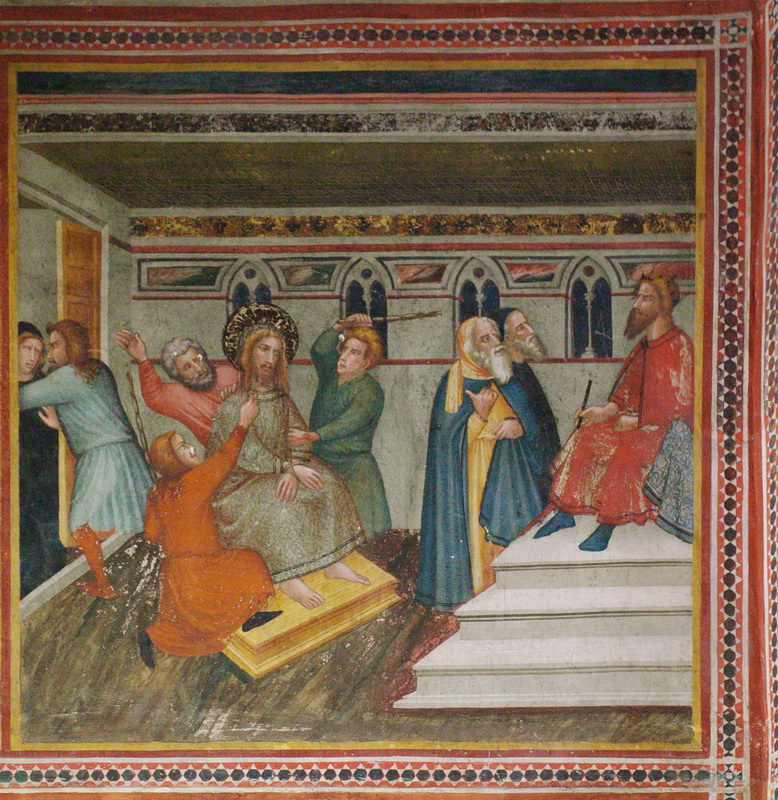
O Flagelo de Cristo perante Pôncio Pilatos, Mosteiro de Pedralbes, Barcelona.

Jaume Ferrer Bassa. (1285 – Barcelona, 1348). Pintor y criador de iluminuras de Aragão.
Trabalhou no segundo quarto d o século XIV, entre 1324 e 1348. Pintou para os reis de Aragão Afonso IV de Aragão (falecido em 1336) e seu sucessor Pedro IV de Aragão. Sua obra mostra que conhecia Giotto, apesar de não se saber se foi por uma viagem na Itália ou através de Avinhão. Foi influenciado pela Escola de Siena e pela Escola de Florença. Sua obra mais destacada são os murais de afresco da pequena capela de Miguel Arcanjo no Mosteiro de Pedralbes, Barcelona.